# Costa de Ferrolterra - Valdoviño
Costa de Ferrolterra - Valdoviño este o arie protejată (arie de protecție specială avifaunistică — SPA) din Spania întinsă pe o suprafață de 4.265,67 ha, din care 57 % marine.

## Localizare
Centrul sitului Costa de Ferrolterra - Valdoviño este situat la coordonatele 43°33′32″N 8°16′42″W / 43.5588°N 8.2783°V.

## Înființare
Situl Costa de Ferrolterra - Valdoviño a fost declarat arie de protecție specială avifaunistică în iunie 2003 pentru a proteja 2 specii de plante și 44 de specii de animale.

## Biodiversitate
Situată în ecoregiunile atlantică și marină Atlantică, aria protejată conține 34 de habitate naturale: Depresiuni intradunale umede, Pseudostepă cu ierburi și specii anuale de Thero-Brachypodietea, Cursuri de apă de la nivel de câmpie la nivel montan, cu vegetație Ranunculion fluitantis și Callitricho-Batrachion, Lacuri eutrofice naturale cu vegetație de tip Magnopotamion sau Hydrocharition, Bancuri de nisip acoperite în permanență slab de apă marină, Terase mlăștinoase și terase nisipoase neacoperite de apă la reflux, Dune mobile de-a lungul țărmului cu Ammophila arenaria („dune albe”), Pajiști umede mediteraneene cu ierburi înalte de Molinio-Holoschoenion, Păduri aluvionare cu Alnus glutinosa și Fraxinus excelsior (Alno-Padion, Alnion incanae, Salicion albae), Faleze cu vegetație de pe coastele atlantice și baltice, Golfuri mici largi și golfuri puțin adânci, Izvoare petrifiante cu formare de travertin (Cratoneurion), Liziere de ierburi înalte hidrofile de câmpie și de nivel montan până la alpin, Estuare, Grohotișuri termofile și vest-mediteraneene, Pajiști cu Molinia pe soluri calcaroase, turboase sau argilos-nămoloase (Molinion caeruleae), Dune cu vegetație ierboasă Malcolmietalia, Vegetație anuală la limita mareei, Pășuni atlantice udate de apa mării (Glauco-Puccinellietalia maritimae), Pajiști uscate atlantice de coastă cu Erica vagans, Peșteri inaccesibile publicului, Dune de coastă fixe cu vegetație erbacee („dune gri”), Pante stâncoase silicioase cu vegetație casmofită, Pajiști umede atlantice temperate cu Erica ciliaris și Erica tetralix, Matorral arborescenți cu Laurus nobilis, Peșteri marine scufundate complet sau parțial, Dune cu tufărișuri sclerofile Cisto-Lavenduletalia, Mlaștini calcaroase cu Cladium mariscus și specii de Caricion davallianae, Fânețe de joasă altitudine (Alopecurus pratensis, Sanguisorba officinalis), Roci stâncoase cu vegetație pionieră de Sedo-Scleranthion sau Sedo albi-Veronicion dillenii, Dune mobile cu vegetație embrionară, Recifuri, Lagune de coastă, Pajiști uscate europene.
La baza desemnării sitului se află mai multe specii protejate:
- plante (2): Omphalodes littoralis, Rumex rupestris
- păsări (34): pescăruș albastru (Alcedo atthis), rață pitică (Anas crecca), rață mare (Anas platyrhynchos), rață pestriță (Anas strepera), stârc cenușiu (Ardea cinerea), stârc roșu (Ardea purpurea), rață-cu-cap-castaniu (Aythya ferina), buhai de baltă (Botaurus stellaris), Calidris alba, fugaci de țărm (Calidris alpina), Calidris canutus, prundăraș de sărătură (Charadrius alexandrinus), prundaș gulerat mare (Charadrius hiaticula), chirighiță neagră (Chlidonias niger), erete de stuf (Circus aeruginosus), lișiță (Fulica atra), cufundar polar (Gavia arctica), cufundar mare (Gavia immer), Hydrobates pelagicus, stârc pitic (Ixobrychus minutus), sitar de mal nordic (Limosa lapponica), ciocârlie de pădure (Lullula arborea), Numenius phaeopus, Phalacrocorax aristotelis, cormoran mare (Phalacrocorax carbo), Phalacrocorax carbo sinensis, bătăuș (Philomachus pugnax), ploier auriu (Pluvialis apricaria), ploier argintiu (Pluvialis squatarola), cresteț pestriț (Porzana porzana), chiră mică (Sterna albifrons), chiră de baltă (Sterna hirundo), chiră de mare (Sterna sandvicensis), silvie de tufiș (Sylvia undata)
- amfibieni (1): Discoglossus galganoi
- mamifere (4): vidră de râu (Lutra lutra), liliacul mare cu potcoavă (Rhinolophus ferrumequinum), liliacul mic cu potcoavă (Rhinolophus hipposideros), delfin mare (Tursiops truncatus)
- nevertebrate (4): Coenagrion mercuriale, Elona quimperiana, fluturele auriu (Euphydryas aurinia), Geomalacus maculosus
- reptile (1): Lacerta schreiberi

Pe lângă speciile protejate, pe teritoriul sitului au mai fost identificate 2 specii de amfibieni, 2 specii de mamifere, 1 specie de reptile.